# Tag des Baumes
Der internationale Tag des Baumes geht auf Aktivitäten des amerikanischen Politikers Julius Sterling Morton zurück.  Ursprünglich am 10. April (später am 22. April, Mortons Geburtstag; heute in den USA am letzten Freitag im April, in Deutschland am 25. April) werden seither Bäume gepflanzt. Der Tag des Baumes wird jedes Jahr im April mit Feierstunden begangen und soll die Bedeutung des Waldes für den Menschen und die Wirtschaft im Bewusstsein halten.

## Geschichte
1872 beantragte Julius Sterling Morton bei der Regierung von Nebraska die Arbor Day Resolution, die binnen 20 Jahren in allen Bundesstaaten der Vereinigten Staaten angenommen wurde. Am ersten Arbor Day wurden in Nebraska über 1 Million Bäume gepflanzt.
Der Tag des Baumes wurde am 27. November 1951 von den Vereinten Nationen beschlossen.
Der deutsche „Tag des Baumes“ wurde erstmals am 25. April 1952 begangen. Bundespräsident Theodor Heuss und der Präsident der Schutzgemeinschaft Deutscher Wald, Bundesminister Robert Lehr, pflanzten im Bonner Hofgarten einen Ahorn. In Deutschland wirbt der Naturschutzbund Deutschland (NABU) am Tag des Waldes für seine Aktion „Wald-Pate“, um die Urwälder bzw. urwaldnahen Relikte zu schützen.

## Weltweite Aktivitäten
- Israel: New Year’s Day of the Trees[2]
- Korea: Tree-Loving Week[2]
- Island: Student’s Afforestation Day[2]
- Indien: National Festival of Tree Planting[2]

## Galerie

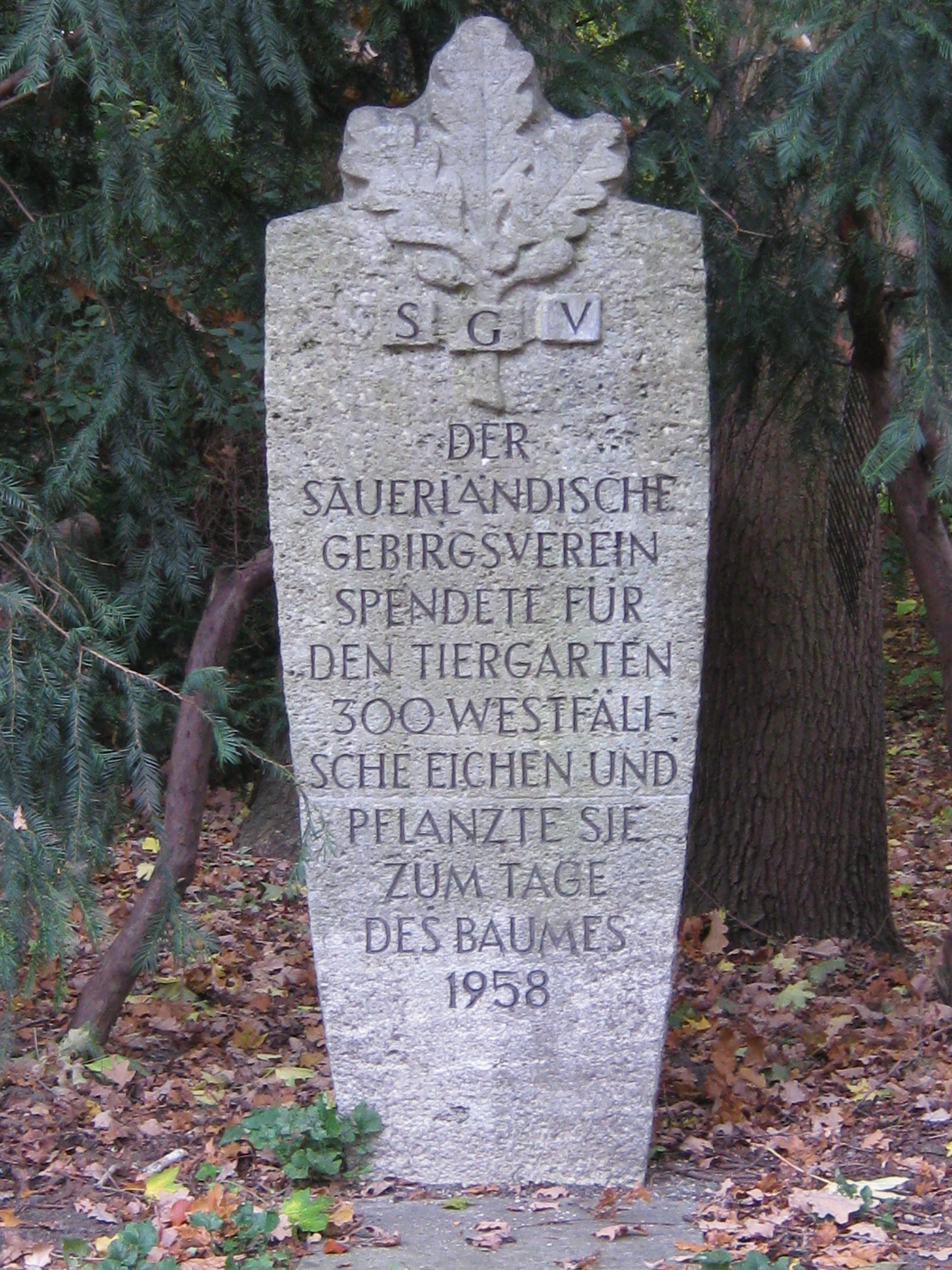
Erinnerungsstein im Großen Tiergarten
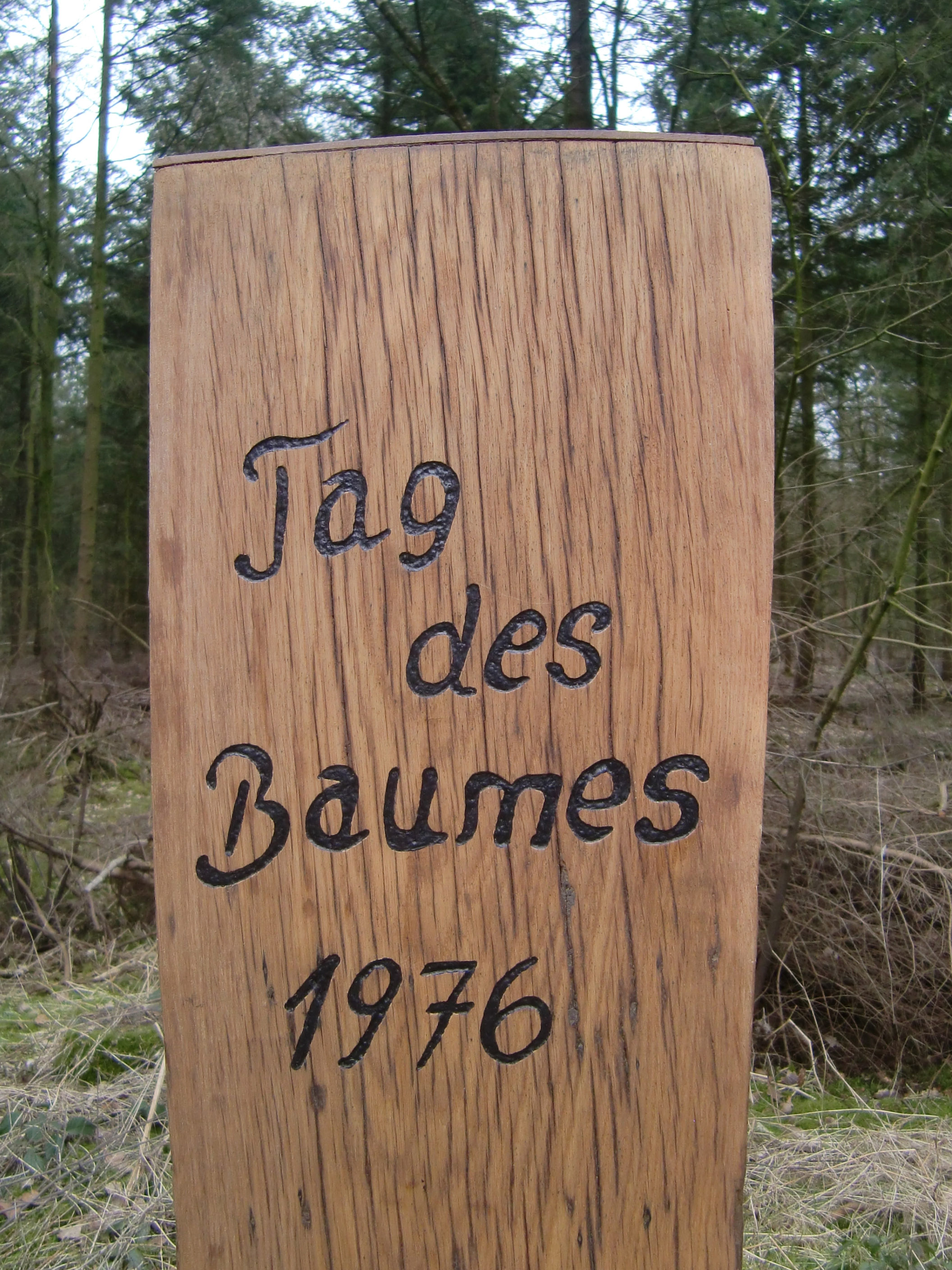
Erinnerung im Bürsteler Fuhrenkamp in Ganderkesee, 4 Jahre nach Durchzug des Orkans Quimburga
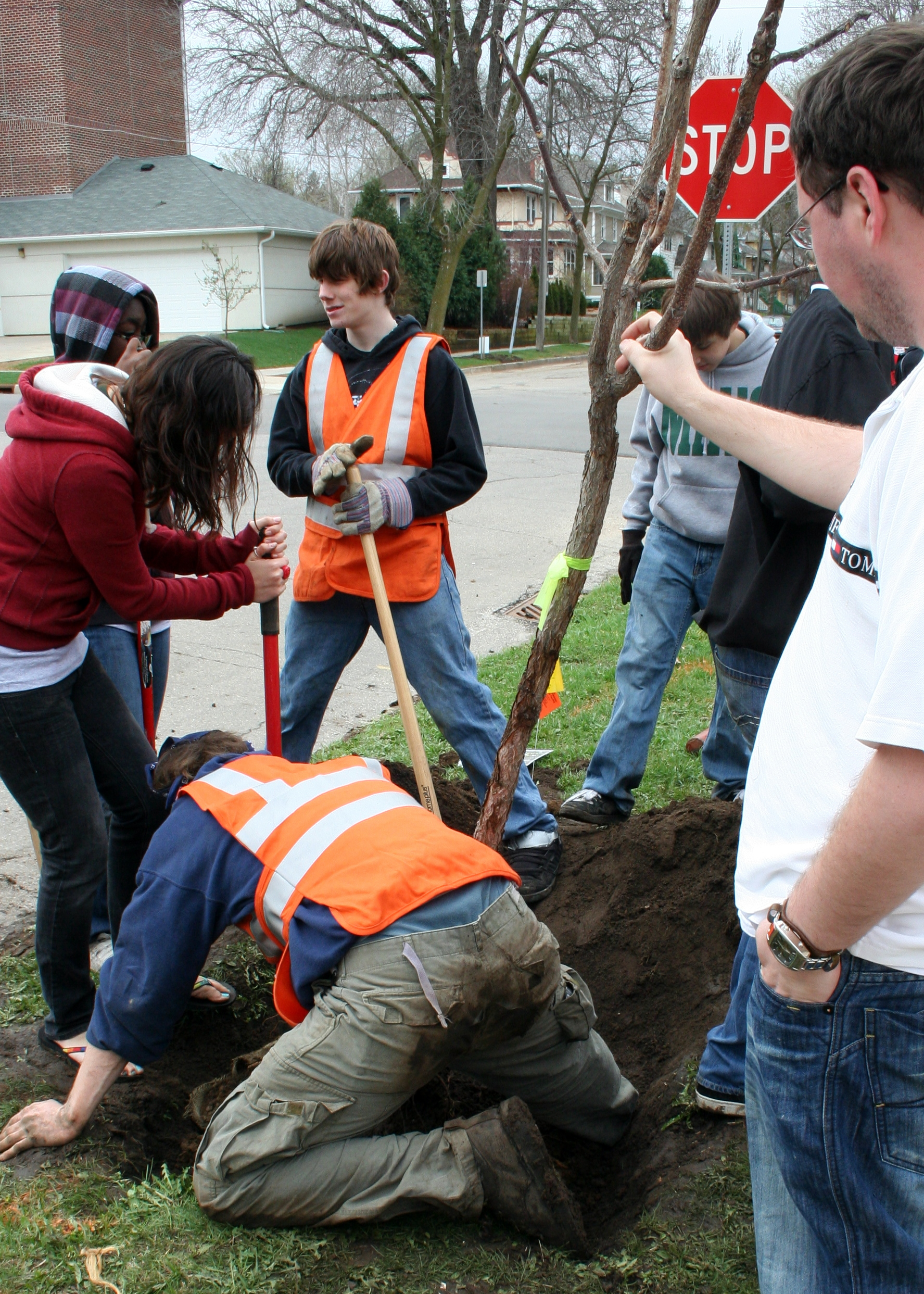
Freiwillige pflanzen einen Baum am Tag des Baumes in den USA (2009)